# Francesco Turchi (letterato)
Francesco Turchi (Treviso, 1515 – Conscio, 1599) è stato un religioso e letterato italiano, distintosi principalmente come poligrafo.

## Biografia
Nacque in una famiglia benestante, figlio di Ambrogio, fabbro e commerciante di armi di origini milanesi, che si era trasferito prima a Feltre, poi ad Asolo e quindi a Treviso. Ci è sconosciuto il nome della madre.
Gli fu impartita un'ottima istruzione ma, più portato alle arti che al commercio (a cui furono indirizzati i fratelli e i nipoti), si fece carmelitano, stabilendosi nel convento di Borbiago o in quello di Conscio. Proseguì gli studi teologici a Padova e si trasferì poi nel convento di Venezia (dove, probabilmente, conobbe Gabriele Giolito de' Ferrari di cui divenne collaboratore tra il 1567 e il 1572). Non dimenticò, tuttavia, le sue origini trevigiane e mantenne sempre relazioni molto strette con le principali famiglie della Marca, a cui spesso dedicò le sue opere.
Nel 1565 fu trasferito a Firenze e qui, su richiesta del carmelitano Paolo Rondini, scrisse il primo libro di cui siamo a conoscenza, la Canzone al duca Cosimo de’ Medici, di undici strofe e doppio commiato. Inizialmente limitato a qualche manoscritto, riscosse abbastanza successo da spingere il Turchi a farlo pubblicare nel 1565 da Torrentino.
Divenuto priore del convento di Grazia del Carmine di Viterbo, divenne membro dell'Accademia degli Smarriti (con lo pseudonimo di Errante), come testimoniato da L'epitalamio per le nozze di Girolamo de' Rossi e di Laura Biffolci (edito a Padova da Pasquati nel 1567). Negli stessi anni prese a lavorare per Giolito, sostituendo Lodovico Dolce poco prima della morte, e curò la nuova edizione delle Rime et satire di Ludovico Ariosto, anteponendogli le «annotazioni intorno a' concetti e brevi dichiarazioni di alcune storie che in esse si contengono»; l'opera fu più volte ristampata da vari editori veneziani durante gli anni 1570. Nelle opere a tema profano si firmava come "Francesco Turchi trevigiano", mentre negli scritti religiosi anteponeva il titolo religioso ("padre" o "fra Francesco da Trevigi carmelitano").
Nello stesso 1567 curò, sempre per Giolito, la prima opera spirituale, il Trattato pio, et christiano, detto Specchio di croce di Domenico Cavalca, dedicandola al priore dei carmelitani di Venezia Leandro Albertini. Lo scritto, in verità, era già stato diffuso da una decina d'anni tramite altri stampatori, ma lo stesso Turchi dichiarò nella dedica di aver voluto correggere il testo per ridurlo «a più riguardevole forma» (tanto che Salvatore Bongi dubitò della fedeltà all'originale); aggiunse, inoltre, il proposito dell'editore di dare sempre maggior spazio ai libri a tema religioso.
Dal 1567, mentre l'Inquisizione aumentava la sua attività censoria, Giolito diede avvio alla collana Ghirlanda spirituale, di cui il Turchi fu uno dei principali fautori. L'operazione editoriale si concluse nel 1572, quando cominciarono a comparire solo ristampe.
Nel 1568 mandò alle stampe tre libri sacri di grande successo, ovvero il Memoriale della vita del christiano di frate Luis de Granada, il Discorso spirituale, dove si tratta della carità et dello innamorarsi in Christo Giesù di un anonimo e la prima edizione dei Salmi penitentiali, di diuersi eccellenti autori. A questi ultimi aggiunse la parafrasi in volgare e quattro sonetti spirituali. Nel 1569 fece pubblicare due volumi di Martino Azpliqueta Navarro, tradotti da fra Cola di Guglinisi e accompagnati e con l'aggiunta «di sommarij e della tavola de' casi più notabili e altre cose necessarie». Nel 1570 uscì la sua traduzione in versi sciolti delle Hore della gloriosa Vergine Maria regina de' cieli.
Nel 1570 venne nominato priore del convento di Conscio, carica che mantenne fino alla morte. In questo periodo viaggiò lungo tutta la Penisola ospite di altri conventi (Firenze, Palestrina, Ronciglione, Pisa, Roma) e continuò a frequentare Venezia per svolgere l'attività editoriale. Nel 1570 scrisse per Francesco Sansovino la lettera di apertura all'edizione volgarizzata della Vita di Giesù Christo di Landolfo di Sassonia. Nel 1572, per Francesco de' Franceschi, compose la dedica a Lodovico Malaspina e gli argomenti (in ottave) delle Metamorfosi di Ovidio, "ridotte in ottave" da Giovanni Andrea dell'Anguillara. Nel 1575 stese la dedica agli Oracoli, cioè Sentenze, et documenti nobili e illustri di Ludovico Avanzi.
Dopo le Metamorfosi lavorò ancora nella letteratura profana: per Manuzio concluse il Libro secondo delle Lettere facete et piacevoli di diuersi grandi uomini di Dionigi Atanagi (1575), mentre per i Giunti realizzò un'edizione delle Deche di Tito Livio tradotte da Jacopo Nardi, aggiungendovi anche «il supplimento della seconda deca».
In ogni caso, non smise mai di occuparsi di testi sacri: nel 1573 fece stampare da Domenico Farri la Somma antonina; tradusse la Somma de i sacramenti ella Chiesa di Tomaso di Caves, edita dai fratelli Marchetti nel 1574 e da Pietro Deuchino nel 1575 con l'aggiunta di una nuova lettera prefatoria; per Francesco Ziletti, nel 1574, curò le Homelie di Lodovico Pittorio. Nello stesso anno prese a collaborare con i fratelli Guerra, cui fece stampare la Somma pacifica (1574) e le Prediche di Bartolomeo Lantana (1579); nel 1580 fece pubblicare dagli stessi il suo ultimo lavoro, una sua Oratione, pronunciata durante il capitolo generale dei carmelitani tenuto a Roma nello stesso anno.